# 王闳 (王景之父)
王閎（?—?），原籍琅琊郡不其县（今属山东省青岛市），东汉初年人物。
七世祖王仲好道术，明天文。诸吕之乱，齐哀王刘襄计划发兵，多次向王仲问计。济北王刘兴居谋反，想要让王仲率兵，王仲害怕摊上祸患，于是渡海逃到乐浪郡山中，于是住在乐浪郡诌邯（今朝鲜平壤西北）。王闳为郡三老。更始帝失败後，当地土人王调杀死郡守刘宪，自称大将军、乐浪太守。据郡不服东汉朝廷。建武六年（30年），汉光武帝派遣太守王遵率兵征伐王调。至辽东郡，王闳与郡决曹史杨邑等等杀死王调，迎接王遵，都被封为列侯，王闳让爵。汉光武帝征召他，途中得病。其子王景。